# Francesco Mander
Francesco Mander (Roma, 26 ottobre 1915 – Latisana, 2 settembre 2004) è stato un direttore d'orchestra e compositore italiano.

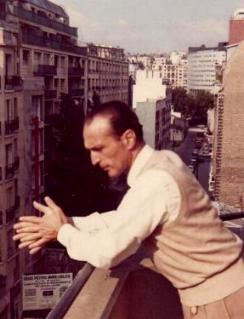
Francesco Mander, Parigi 1967. Sullo sfondo la sede dell'O.R.T.F.

Il padre Pietro Mander, amante della letteratura, era produttore cinematografico e proprietario della Mander Film. Sarà invece soprattutto la madre, Lucia Mercadante, imparentata con Francesco Saverio Mercadante (1795 – 1870), compositore al suo tempo molto stimato ma oggi quasi del tutto dimenticato, a riconoscere la forte inclinazione musicale del proprio figlio vedendo le sue reazioni quando ascolta, anche se piccolissimo, i dischi che la madre gli suona, di modo che pochi anni dopo assisterà, insieme ai genitori, ai tanti concerti dati nella famosa sala dell'Augusteo a Roma.
Dopo il trasferimento della famiglia a Milano Francesco Mander affianca alle lezioni di pianoforte quelle di violoncello con Enzo Martinenghi, primo violoncello del Teatro alla Scala. Tornato a Roma frequenta l'università e nello stesso tempo studia composizione con Alfredo Casella e Cesare Dobici. Si diploma nel 1939 al Conservatorio di Santa Cecilia, in soli quattro anni invece dei dieci normalmente richiesti.
A Siena, dove, non molti anni dopo, terrà lui stesso dei corsi di direzione seguiti tra l'altro da Zubin Mehta, studia direzione d'orchestra con Antonio Guarnieri.

## Attività concertistica

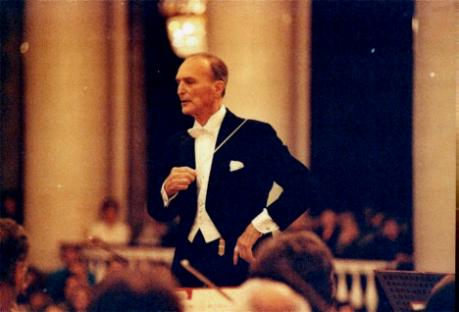
Alla testa della Filarmonica di San Pietroburgo, 25 aprile 1995

Francesco Mander dirige il suo primo concerto importante al Teatro La Fenice di Venezia nel 1942, dopo un periodo d'apprendistato nello stesso teatro. È da lì che inizia la sua carriera che lo porterà davanti a molte delle più importanti orchestre del mondo.
Nel 1948 diventa direttore stabile dell'Orquesta sinfónica de Madrid che porta più volte in tournée, toccando tutte le più importanti città della Spagna e del Portogallo.
Nel 1955 era già apprezzato in molte nazioni. "Eccezionale", scrisse il compositore e critico Richard de Guide su La nouvelle gazette de Bruxelles. Quello stesso aggettivo è stato poi ripetuto da molti altri famosi critici della stampa mondiale (Londra, Parigi, Milano, Mosca, Budapest, Sydney, Copenaghen, Amsterdam, Chicago, Johannesburg, Buenos Aires, San Pietroburgo, etc.).
Nel 1957, è invitato per una tournée di tre mesi con L'Orchestra del Maggio Musicale Fiorentino, attraverso le maggiori città degli Stati Uniti e del Canada. Lo stesso anno lo vede a Mosca alla testa dell'Orchestra di Stato dell'URSS.
Dal 1969 al 1976 è stato direttore principale della National Symphony Orchestra della South African Broadcasting Corporation a Johannesburg e nel frattempo aveva anche un fitto calendario di concerti che lo portavano in giro per il mondo.
Tornato in Europa si stabilisce, insieme alla moglie, in Friuli, terra dei suoi avi (il nome Mander si trova già nel 1378 in un piccolo paese friulano, Solimbergo). E dal Friuli ha continuato per molti anni la sua vita di direttore d'orchestra.
In questo periodo Mander comincia anche la sua attività come scrittore, avendo da molti anni e per le stesse ragioni di altri suoi colleghi, abbandonato la composizione.
Già negli anni 1960 aveva collaborato con la rivista culturale Elsinore, per la quale ha scritto, tra l'altro, un articolo sulla Importanza della musica nella Divina Commedia. Per Il mondo della musica troviamo La riforma wagneriana presagita da Giuseppe Mazzini. Nel campo puramente letterario ha scritto tre romanzi e una serie di racconti.

## Composizioni
- Elegia per pianoforte (Roma 1936).
- Cinque pezzi per pianoforte (Roma 1936).
- Romanza per violino e pianoforte (Roma 1937).
- Racconto fiabesco – allegoria sinfonica (Roma 1938).
- Inno per banda (Roma 1939).
- Preludio, aria e finale per orchestra (Roma 1943).
- Largo per orchestra (Roma 1944).
- Quartetto in do maggiore per archi (Roma 1945).
- Ouverture diastaltica (Roma 1947).
- Variazioni sinfoniche per orchestra(Roma 1948).
- Concerto per violoncello (Roma 1948).
- L'Usignolo, la Rosa e lo Scarabeo - allegoria sinfonica (Roma 1949).
- Sinfonia n. 1 in fa (Roma 1949).
- Walzer dell'eco per pianoforte(in treno tra Milano e Roma 1950).
- Tre canti d'amore per soprano e orchestra (Roma 1952).
- Fantasia per orchestra (Roma 1952).
- Corale profano per coro e orchestra (Roma 1953).
- Studio per organo (Roma 1953).
- Giovanna la Pazza – ouverture (Roma 1954).
- Berceuse per orchestra da camera (Latisana 1994, su abbozzo del 1946).

## Film
Ha scritto e diretto varie colonne sonore per film prodotti da suo padre.
- La conquista dell'aria (1939), musica di Antonio Veretti, diretta da Francesco Mander.
- Piccolo alpino (1940), musica di Umberto Galassi e Armando Renzi, diretta da Francesco Mander.
- Pia de' Tolomei (1941, musica composta e diretta da Francesco Mander. Le canzoni Maggiolata, Introduzione, Morte di Pia sono composte da Francesco Mander.
- Penne nere (1952), musica di Francesco Mander, diretta da Franco Ferrara.
- La figlia di Mata Hari (1954), musica diretta da Francesco Mander.
- Passaporto per l'oriente (1951), musica di Francesco Mander, Joe Hajos, Hans May.

## Discografia
Ha inciso per la RCA.
Nella serie video Classic Archive: Čajkovskij concerto per violino. Direttore Francesco Mander, solista Ivry Gitlis, Orchestre National de France de l'ORTF.
EMI: DVD Tschaikovsky concerto per violino. Direttore Francesco Mander, solista Ivry Gitlis.

## Onorificenze
Nel 1965 è nominato membro dell'Accademia Tiberina.
Dal 1971 Francesco Mander è accademico della Real Academia de Bellas Artes de San Fernando a Madrid.
Commendatore dell'ordine al merito della Repubblica Italiana.